# 沙帕当-杜塞乌
沙帕当-杜塞乌是巴西戈亚斯州的一个市镇。总面积2190.7平方公里，总人口5338人，人口密度2.4人/平方公里。